# Trillizos, dijo la partera
Trillizos, dijo la partera fue una telecomedia que se emitió en Argentina desde el 15 de marzo del año 1999 por Telefe. Escrita por Ricardo Rodríguez y Adriana Tursi. Dirigida por Carlos Olivieri Alejandro Stoessel y Daniel Aguirre. Protagonizada por Guillermo Francella y Laura Novoa. Coprotagonizada por Marisa Mondino, Alejandra Gavilanes, Santiago Ríos, Coco Sily, Esteban Mihalik, Nicolás Vázquez, Georgina Mollo, Diego Mesaglio,  María Jimena Piccolo y Nicolás Goldschmidt. También, contó con las actuaciones especiales de Fernando Lúpiz y los primeros actores Pepe Soriano y Chany Mallo. Y las participaciones de Daniel Miglioranza y Rita Terranova como actores invitados.

## Argumento
Cuenta, en tono de comedia, la vida de los trillizos Scarpelli (Guillermo Francella), Marcelo, Enzo y Luis.
Marcelo es un simpático buscavidas mujeriego que pretende triunfar como actor. Enzo es un oficinista inescrupuloso que es capaz de cualquier cosa para conseguir dinero y Luis, separado con cuatro hijos, es un hombre serio y obsesivo que tiene la responsabilidad de llevar adelante el restaurante familiar.
Tres hermanos muy parecidos por fuera pero muy distintos por dentro se verán unidos por diversas idas y vueltas en las que compartirán divertidas situaciones de enredo.

## Elenco
Participaron del programa los siguientes intérpretes:

### Protagonistas
- Guillermo Francella como Luis Scarpelli, Marcelo Scarpelli y Enzo Scarpelli
- Laura Novoa como Rocío Gallardo

### Elenco Principal
- Pepe Soriano como Doménico Gargiulo
- Fernando Lúpiz como Fernando Gómez
- Daniel Miglioranza como Julio Azcona
- Rita Terranova como Silvia
- Chany Mallo como Asunta de Scarpelli
- Marisa Mondino como Victoria Gallardo
- Alejandra Gavilanes como Mercedes de Scarpelli
- Santiago Ríos como Santiago
- Coco Sily como Rocco
- Esteban Mihalik como Pablo
- Nicolás Vázquez como Pato
- Giuliana Darioli como Karina Scarpelli
- Georgina Mollo como Flavia Scarpelli
- Diego Mesaglio como Diego Scarpelli
- María Jimena Piccolo como Melina Scarpelli
- Nicolás Goldschmidt como Lucas Scarpelli
- Diego García como Javier Gallardo
- Mariana Rubio como Abril Gallardo
- Mirta Wons como Sabrina Mastronardi

### Participaciones
- Jorge D'Elía como Aníbal
- Daniel Kuzniecka como Iván Ledesma
- Eugenia Tobal
- Horacio Roca
- Juan Manuel Tenuta
- Giuliana Darioli
- Darío Lopilato como Huguito
- Paola Papini
- Roberto Rey
- Esteban Meloni
- Solange Verina
- Bernardo Baras
- Leo Bosio
- Adela Gleijer
- Osvaldo González
- Pablo Ini
- Luis Longhi
- Sebastián Miranda
- Giselle Miró
- Osvaldo Peluffo
- Jorge Román
- Osvaldo Sanders
- Carolina Vespa
- Betty Villar

## Premios y nominaciones

### Premios Martín Fierro
El programa tuvo las siguientes nominaciones y premios:
| Año  | Premio        | Categoría                           | Receptor/a                 | Resultado |
| ---- | ------------- | ----------------------------------- | -------------------------- | --------- |
| 1999 | Martín Fierro | Mejor telecomedia                   | Trillizos, dijo la partera | Nominado  |
| 1999 | Martín Fierro | Mejor actor protagonista de comedia | Guillermo Francella        | Nominado  |
| 1999 | Martín Fierro | Mejor actor de reparto              | Pepe Soriano               | Ganador   |
| 1999 | Martín Fierro | Mejor director                      | Alejandro Stoessel         | Nominado  |

## Desempeño
El programa se vio perjudicado cuando fue cambiado el 31 de mayo de 1999 de su horario habitual de 21 a 22 horas al de 19 a 20 horas, ocasionándole alguna pérdida de público. Por otra parte, las diez horas habituales de grabación se bajó a ocho y al cumplirse tres meses de misión no se renovaron algunos contratos. La serie terminó en el puesto duodécimo del nivel de audiencia del año y con "nada desporeciables 18,5 puntos, debajo de Verano del 98 pero superando a su rival de las 21, Gasoleros".
El mismo Francella se quejaba del cambio de horario en un reportaje y explicaba que el programa era apto para chicos y que ellos se mantuvieron en la audiencia pero que en cambio perdieron al hombre que ahora no llegaba a su casa para verlo en el nuevo horario y, además, se encuentra el hecho objetivo de que a esta hora hay menos encendido de televisores.
Para Francella el trabajo en el programa era agotador. Es un actor hace su labor con seriedad: no falta ni llega tarde y llega con la letra aprendida; los personajes que hacía eran antagónicos, por lo que debía cambiar su vestuario, su imagen, su actitud, tenía que hablar con los tres, imaginando las pausas que había. Para ayudarlo ,  alguien se colocaba para que lo mirara como referencia, entonces le hablaba, hacía una pausa para la respuesta, volvía a hablar y así sucesivamente, y luego todo eso se pegaba en la edición. El programa iba a ser semanal pero comenzó como una tira de lunes a viernes, y lo aceptó. Comentó sobre el programa “fue una tarea titánica, no reconocida, un gran dolor que tuve con ese programa. La gente lo apoyó bastante, pero fue un año muy raro, sufrí mucho en TELEFE en ese año, porque me estaba matando”.